# Agelena secsuensis
Agelena secsuensis es una especie de araña del género Agelena, familia Agelenidae. Fue descrita científicamente por Lendl en 1898.

## Distribución
Esta especie se encuentra en China.